# Abbas Messaâdi
Mohamed Ben Abdallah Ben Taïeb Ben El Habib Naciri (en Tamazight: ⵎⵓⵃⴰⵏⴷ ⵓ ⵄⴱⴷⵍⴰ ⵓ ⵜⴰⵢⴱ ⵓ ⵍⵃⴱⵉⴱ ⵏⴰⵚⵉⵔⵉ) et (en arabe : محمد بن عبد الله ابن الطيب بن الحبيب) dit Abbas Messaâdi (en Tamazight: ⵄⴱⴰⵙ ⵎⵙⴰⵄⴷⵉ) et (en arabe : بعبّاس مساعدي), né en 1925 à Tazarine au Maroc, est un révolutionnaire,  membre fondateur de l'Armée de Libération du Maroc. Son assassinat en juin 1956, reste une énigme du Maroc de l'après-indépendance.

## Biographie
Abbas Messaâdi est un resistant Amazigh  des Aït Atta né en 1925 à Tazarine dans la région de Zagora , Abbas Messaâdi a commencé sa carrière de résistant à Casablanca avec Mohammed Zerktouni une figure de la résistance marocaine contre la colonisation française.
Avant de combattre la colonisation française, dans sa jeunesse, Abbas Messaâdi était assidue sur la religion, c'était un hafiz qui a étudié le fiqh et la grammaire arabe. Il fut également l'auteur d'un mushaf dans sa jeunesse.
Membre du Parti de l'Istiqlal, Abbas Messaâdi quitte celui-ci au début des années 50, pour rejoindre l'Armée de libération nationale. Outre Abbas Messaâdi, Abdelkrim El Khatib, Abdellah Senhaji et Benaboud participent à la création de cette nouvelle structure politique qui s'oppose à l'hégémonie de l'Istiqlal. L'objectif de l'AL est la libération de l'ensemble du grand Maghreb arabe avec Mohamed Boudiaf et Larbi Ben M'hidi, personnalités du F.L.N algérien.
Il est arrêté par les Français en 1952 après les manifestations qui suivent l'assassinat du tunisien Ferhat Hached. Libéré, il rejoint la lutte armée dans le Rif.
Le 2 octobre 1955, l'Armée de Libération marocaine attaque l'armée française à Aknoul, Tizi Ouasli et Boured. Ces opérations sont commandées notamment par Abbas Messaâdi. De nombreux membres de l'AL viennent de la tribu des Gzenaya. 
Abbas Messaâdi est assassiné le 27 juin 1956, meurtre resté une énigme. Selon Abdelkrim El Khatib, l'assassinat de Abbas Messaâdi aurait été commandité par des proches du parti de l'Istiqlal et de Mehdi Ben Barka. Les funérailles de Messaâdi se sont tenues dans un climat tendu. En octobre 1958, des leaders du mouvement de Libération décident de transférer le corps de Messaadi enterré à Fès, afin de l'inhumer dans le Rif à Ajdir. Pour avoir enfreint la loi, ils seront détenus pendant près de 2 mois à la prison de Aïn El Kadous à Fès.

## Mémoire
Une rue est dénommée Abbas Messaâdi à Fès et Méknes.